# Vincent Banet
Pas d'image ? Cliquez ici

a Compétitions nationales et continentales officielles uniquement.

b Matchs officiels uniquement.
Vincent Banet, né le 12 août 1973, est un joueur et entraîneur de rugby à XIII français évoluant au poste de demi de mêlée dans les années 1990 et 2000.
Vincent Banet dispute le Championnat de France dans les années 1990 et 2000 au sein des clubs de XIII Catalan, le XIII Limouxin, l'AS Saint-Estève et l'A.S. Carcassonne. Il remporte le Championnat de France en 1994 avec le XIII Catalan et la Coupe de France en 1996 avec Limoux. Il connaît cinq sélections avec l'équipe de France entre 1995 et 1998 prenant part l'édition 1995 de la Coupe du monde. 

## Palmarès

### En tant que joueur
- Collectif :
  - Vainqueur du Championnat de France : 1994 (XIII Catalan).
  - Vainqueur de la Coupe de France : 1996 (Limoux).
  - Finaliste du Championnat de France : 1993 (XIII Catalan) et 2000 (Saint-Estève).
  - Finaliste de la Coupe de France : 1992, 1994 (XIII Catalan) et 1997 (Limoux).

#### Détails en sélection
| Matchs internationaux de Vincent Banet | Matchs internationaux de Vincent Banet | Matchs internationaux de Vincent Banet | Matchs internationaux de Vincent Banet | Matchs internationaux de Vincent Banet | Matchs internationaux de Vincent Banet | Matchs internationaux de Vincent Banet | Matchs internationaux de Vincent Banet | Matchs internationaux de Vincent Banet | Matchs internationaux de Vincent Banet | Matchs internationaux de Vincent Banet | Matchs internationaux de Vincent Banet |
|                                        | Date                                   | Adversaire                             | Résultat                               | Compétition                            | Poste                                  | Points                                 | Essais                                 | Pen.                                   | Drops                                  |                                        |                                        |
| -------------------------------------- | -------------------------------------- | -------------------------------------- | -------------------------------------- | -------------------------------------- | -------------------------------------- | -------------------------------------- | -------------------------------------- | -------------------------------------- | -------------------------------------- | -------------------------------------- | -------------------------------------- |
| sous les couleurs de la France         |                                        |                                        |                                        |                                        |                                        |                                        |                                        |                                        |                                        |                                        |                                        |
| 1.                                     | 18 juin 1995                           | Canada                                 | 72-32                                  | Test-match                             | Remplaçant                             | -                                      | -                                      | -                                      | -                                      |                                        |                                        |
| 2.                                     | 9 octobre 1995                         | Pays de Galles                         | 6-28                                   | Coupe du monde                         | Remplaçant                             | -                                      | -                                      | -                                      | -                                      |                                        |                                        |
| 3.                                     | 12 octobre 1995                        | Samoa                                  | 10-56                                  | Coupe du monde                         | Remplaçant                             | -                                      | -                                      | -                                      | -                                      |                                        |                                        |
| 4.                                     | 6 décembre 1997                        | Afrique du Sud                         | 30-17                                  | Test-match                             | Demi de mêlée                          | -                                      | -                                      | -                                      | -                                      |                                        |                                        |
| 5.                                     | 11 novembre 1998                       | Écosse                                 | 26-22                                  | Test-match                             | Remplaçant                             | -                                      | -                                      | -                                      | -                                      |                                        |                                        |

### En tant qu'entraîneur
- Collectif :
  - Vainqueur du Championnat de France : 2012 (Carcassonne).
  - Vainqueur de la Coupe de France : 2012 (Carcassonne).
  - Finaliste de la Coupe de France : 2014 (Carcassonne).